# پل خان
پل خان مربوط به دوره صفوی است و در مرودشت، توسط امام قلی خان روی رودخانه کر واقع شده و این اثر در تاریخ ۲ آبان ۱۳۵۱ با شمارهٔ ثبت ۹۲۹ به‌عنوان یکی از آثار ملی ایران به ثبت رسیده‌است.
این پل در اوایل قرن ۱۱ توسط امام قلی خان والی فارس ساخته شده‌است. امام قلی خان فرزند الله‌وردی خان گرجی این پل را در راه شیراز به تهران ساخت.
در سال ۱۳۱۸ دولت وقت در صدد ساخت پلی در کنار این پل برآمد، اما موفق به انجام آن نشد. زیرا محل محکمی برای پایه‌های آن نیافت و این نشان از علم بالای معماران آن زمان است.
طول پل ۱۰۱ متر و عرض آن ۵ متر استولی در وسط برآمدگی پل آن تا ۵/۷۰ متر می‌رسد و ارتفاع آن تا محلی که آب می‌ریزد ۱۳ متر و دارای ۵ دهنه است. پایه‌های سنگ از ملاتی قدیمی بنام نانک و طاق‌ها با آجر ساخنمان شده‌است.